# Universidad Estonia de Ciencias de la Vida
La Universidad Estonia de Ciencias de la Vida —en estonio: Eesti Maaülikool— es una universidad pública ubicada en Tartu, Estonia. Sus orígenes se remontan a 1802, cuando se fundó la Cátedra de Agricultura en la Universidad de Tartu. EMÜ es la cuarta universidad pública más grande de Estonia. La universidad se encuentra entre las 100 mejores del mundo en los campos de agricultura y silvicultura.

## Historia

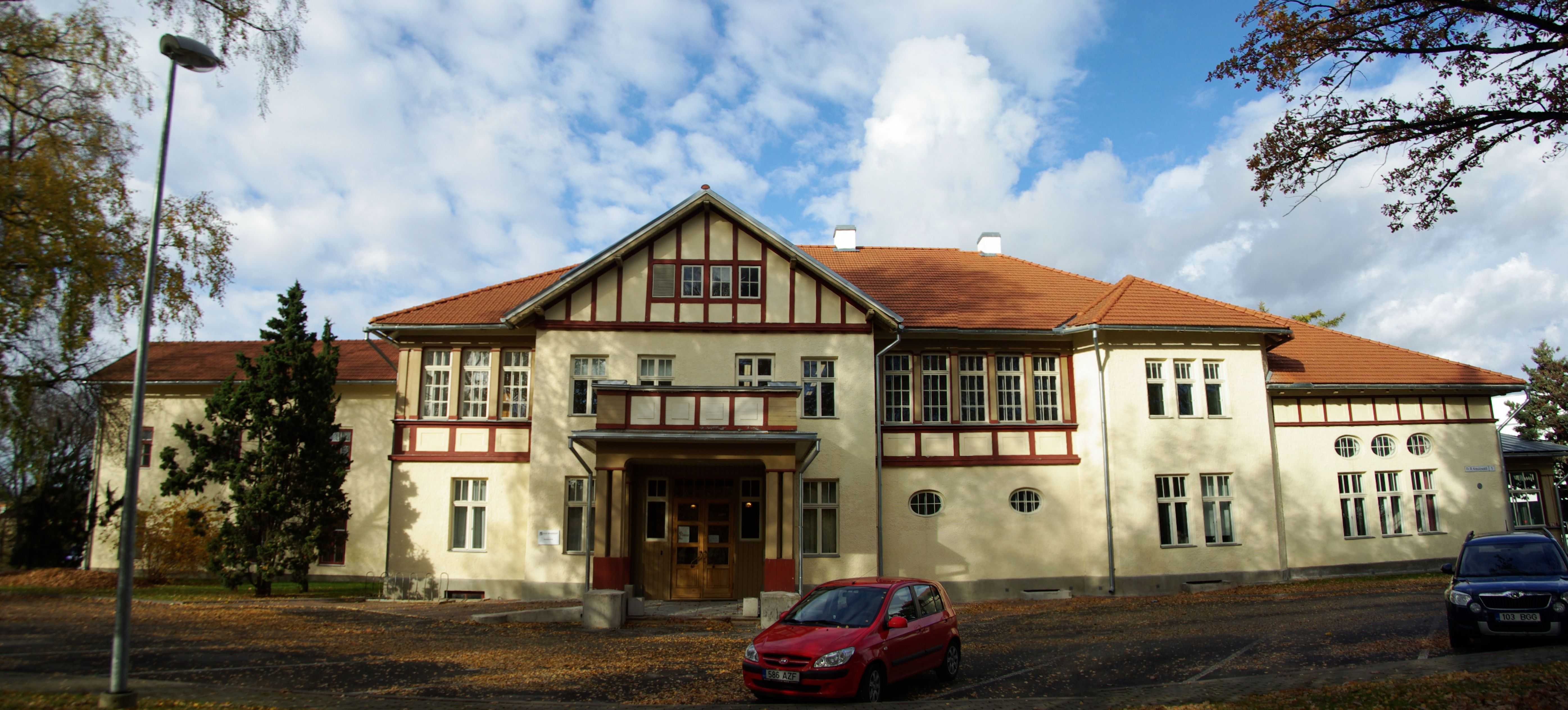
La mansión de Tähtvere, propiedad de la universidad.

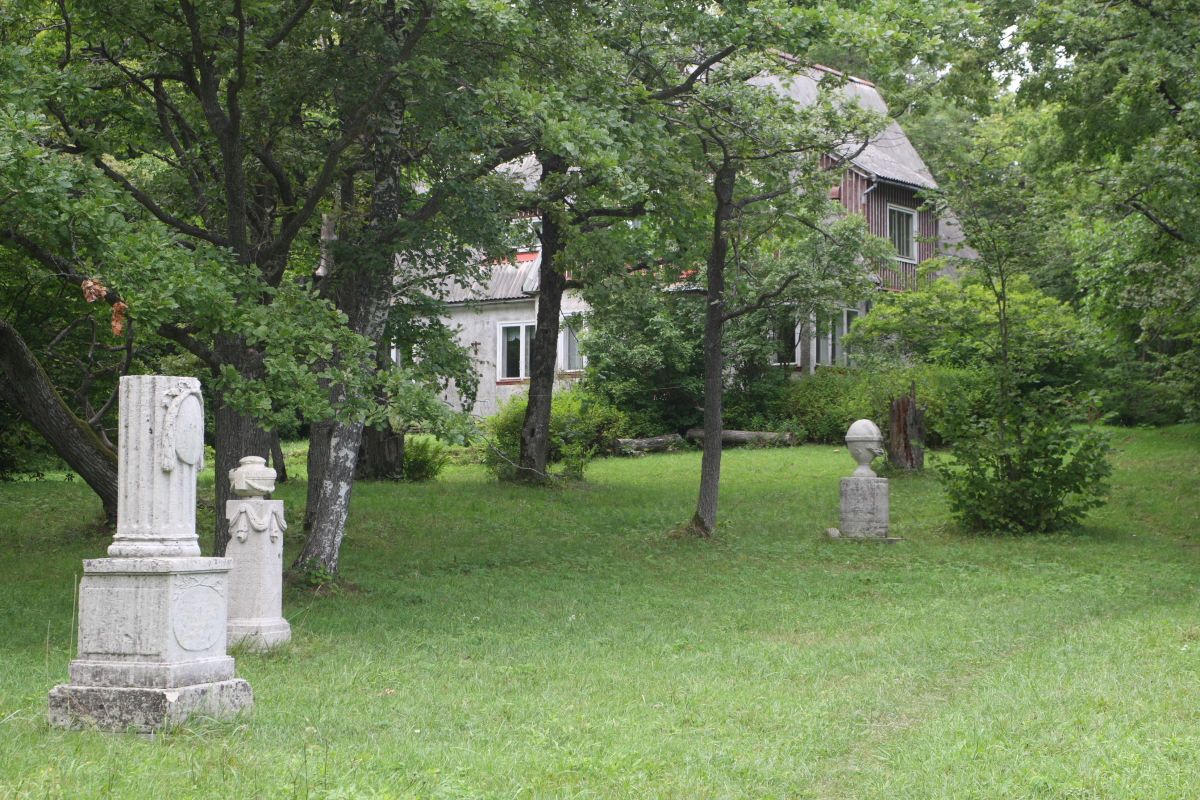
Una vista de la Estación Biológica Puhtu.

Las raíces de la Universidad de Ciencias de la Vida de Estonia (EMÜ) se encuentran en la educación e investigación agrícola y forestal desarrolladas en la Universidad de Tartu. En la ceremonia inaugural de la universidad en 1632, Johan Skytte, canciller sueco y fundador práctico de la institución, expresó su deseo de que «incluso los campesinos de este país pudieran recibir su parte de las fuentes de riqueza educativa». Esta declaración se considera el inicio de la enseñanza agrícola en Estonia.
Tras la reapertura de la Universidad de Tartu en 1802, se creó una Cátedra de Agricultura bajo la dirección del profesor Johann Wilhelm Krause. Inicialmente, la agronomía se impartía en la Facultad de Filosofía, y más adelante en la Facultad de Física y Matemáticas. Esta escuela gozó de reconocimiento tanto en Europa como en Rusia. Cuando la Universidad de Tartu reabrió como universidad estonia en 1919, se fundó una Facultad de Agricultura compuesta por los Departamentos de Agronomía y Silvicultura.
Hasta finales de 2004, la universidad contaba con seis facultades (Agronomía, Ingeniería Agrícola, Economía y Ciencias Sociales, Silvicultura, Ingeniería Rural y Ciencias Veterinarias), así como con ocho institutos (Centro Estonio de Agribiotecnología, Instituto Estonio de Investigación en Biotecnología Vegetal EVIKA, Instituto de Investigación Forestal, Instituto de Ciencias Animales, Instituto de Protección Ambiental, Instituto de Biología Experimental, Instituto de Zoología y Botánica, y el Instituto de Horticultura de Polli).
No obstante, la Universidad Agrícola de Estonia (EAU) permanecía en una situación incierta, especialmente bajo la influencia del proceso de europeización tras el ingreso de Estonia en la Unión Europea en 2004. Ese mismo año se llevó a cabo un cambio de nombre a Universidad de Ciencias de la Vida de Estonia y una redefinición estratégica, con el objetivo de garantizar la supervivencia y relevancia de la institución en el futuro.